# Simon Dia
Ousmane Simon Dia (* 17. Juli 1992 in Saint-Quentin) ist ein französisch-senegalesischer Fußballspieler.

## Karriere
Das Fußballspielen lernte Simon Dia in den Jugendmannschaften von OSC Lille und FC Valenciennes. Seinen ersten Vertrag unterschrieb er 2010 beim FC Valenciennes. In der ersten Mannschaft kam er nicht zum Einsatz. 2011 bis 2014 spielte er insgesamt 45 Mal in der Zweiten Mannschaft des Vereins. 2012 verließ er Frankreich und wechselte auf Leihbasis nach Katar zu al-Duhail SC. 2014 kehrte er nach Frankreich zurück und schloss sich dem SC Amiens an. Nach 17 Spielen wechselte er 2015 zu Olympique Saint-Quentin. Hier schoss er 21 Tore in 51 Spielen. Von 2017 bis Mitte 2019 spielte er für Entente Sannois Saint-Gratien. Hier stand er 47 Mal auf dem Spielfeld und erzielte sieben Tore. Mitte 2019 ging er nach Thailand. Dort schloss er sich dem Zweitligisten Police Tero FC aus Bangkok an. Mit Police Tero schloss er die Saison 2019 als Vizemeister der Thai League 2 ab und stieg somit in die Erste Liga, die Thai League, auf. Am Ende der Saison wurde sein Vertrag nicht verlängert. Von Dezember 2019 bis Juni 2020 war er vertrags- und vereinslos. Im Juli 2020 nahm ihn der Erstligaabsteiger Chainat Hornbill FC aus Chainat unter Vertrag. Nach sechs Zweitligaspielen und einem geschossenen Tor unterschrieb er Anfang 2021 einen Vertrag beim Erstligisten Ratchaburi Mitr Phol in Ratchaburi. Hier kam er fünfmal in der ersten Liga zum Einsatz. Ende Mai 2021 wurde sein Vertrag in Ratchaburi nicht verlängert. Vom 1. Juli 2021 bis Mitte September 2021 war er vertrags- und vereinslos. Vom 15. September 2021 bis Ende des Jahres stand er beim Sitra Club in Bahrain unter Vertrag. Im Januar 2022 kehrte er nach Thailand zurück. Hier schloss er sich dem Zweitligisten Kasetsart FC an. Für den Hauptstadtverein bestritt er 16 Zweitligaspiele. Nach der Saison wurde sein Vertrag nicht verlängert. Von Juni 2022 bis Mitte Januar 2023 war Dia vertrags- und vereinslos. Der thailändische Zweitligist Ayutthaya United FC nahm ihn am 13. Januar 2023 unter Vertrag. Bis Saisonende stand er für den Verein aus Ayutthaya zwölfmal in der Liga auf dem Spielfeld. Nach der Saison wurde sein Vertrag nicht verlängert. Im Juli 2023 wechselte er nach Belgien, wo er einen Vertrag beim Drittligisten ROC Charleroi-Marchienne in Charleroi unterschrieb. Nach zehn Ligaspielen kehrte er im Juli 2024 wieder nach Thailand zurück. Hier nahm ihn der Zweitligaaufsteiger Bangkok FC unter Vertrag. Nach sechs Ligaspielen wurde sein Vertrag nach der Hinrunde im Dezember 2024 nicht verlängert.

## Erfolge
al-Duhail SC
- Qatar Crown Prince Cup: 2013